# Râul Călacea, Lonea
Pentru alte utilizări ale numelui, vedeți Călacea (dezambiguizare).
Râul Călacea este un curs de apă, afluent al râului Groapa. 

## Hărți
- Harta județului Cluj
- Harta interactivă - județul Sălaj  Arhivat în 5 septembrie 2009, la Wayback Machine.